# Epesses
Epesses – miejscowość w gminie Bourg-en-Lavaux w Szwajcarii, w kantonie Vaud, w okręgu Lavaux-Oron. Do 30 czerwca 2011 samodzielna gmina. 